# Супергеометрія
Супергеометрія — це диференціальна геометрія модулів над {\displaystyle \mathbb {Z} _{2}}-градуйованими алгебрами, на супермноговидах і градуйованих многовидах. Супергеометрія є невід'ємною частиною багатьох класичних і квантових польових моделей за участю непарних полів, наприклад, суперсиметричних теорії поля, БРСТ теорії, супергравітації.
Супергеометрія формулюється в термінах {\displaystyle \mathbb {Z} _{2}}-градуйованих модулів і пучків над {\displaystyle \mathbb {Z} _{2}}-градуйованими комутативними алгебрами. Зокрема, суперзв'язності означаються як зв'язності на цих модулях і пучках. Однак, супергеометрія не є окремим випадком некомутативної геометрії через різні визначення диференціювання.
Градуйовані многовиди і супермноговиди описуються в термінах пучків градуйованих комутативних алгебр. Градуйовані многовиди характеризуються пучками на гладких многовидах, тоді як супермноговиди визначаються склеюванням пучків супервекторних просторів. Виділяють кілька типів супермноговидів: гладкі супермноговиди (включаючи {\displaystyle H^{\infty }}-, {\displaystyle G^{\infty }}-, {\displaystyle GH^{\infty }}-супермноговиди), {\displaystyle G}-супермноговиди і супермноговиди ДеВітта. Зокрема, супервекторні розшарування і головні суперрозшарування розглядаються в категорії {\displaystyle G}-супермноговидів. При цьому, головні суперрозшарування і суперзв'язності на них визначаються аналогічно гладким головним розшаруванням і зв'язностям на них. Варто відзначити, що головні розшарування розглядаються також в категорії супермноговидів.